# Vite blindate
Vite blindate è un film TV italiano distribuito originariamente nel 1998.

## TV movie
È un film televisivo, o anche TV movie, di genere azione e drammatico. Venne trasmesso in prima visione il 28 gennaio 1998 su Raiuno.
Fu prodotto dalla Red Film (società successivamente nota per la serie televisiva Un caso di coscienza) e da Rai Cinemafiction (ossia la denominazione originaria di Rai Fiction) in collaborazione con Taurus Film. Venne trasmesso in prima visione da Raiuno.
La durata è di 90 minuti o alternativamente di 100 minuti.
La regia è di Alessandro Di Robilant. Nel cast c'è anche Regina Bianchi nel ruolo di nonna Angela.